# كربيد المغنيسيوم
كربيد المغنيسيوم هو مركب كيميائي لاعضوي صيغته Mg2C3، وهو ينتمي إلى مجموعة الكربيدات الأيونية.

## التحضير
يحضر المركب من التحلل الحراري لمركب أسيتيليد المغنيسيوم:
{\displaystyle \mathrm {2\ MgC_{2}\rightarrow Mg_{2}C_{3}+C} }
كما يمكن أن تتم عملية التحضير من تمرير غاز من الهيدروكربونات، مثل البنتان، على المغنيسيوم المسخن إلى 700°س.

## الخواص
يوجد المركب في الشروط القياسية على شكل صلب رمادي غامق؛ وهو يتفاعل مع الماء بتفاعل تحلل ليطلق البروباين. يؤدي التسخين إلى تفكك المركب إلى العناصر المكونة له.